# Stesichora notabilis
Stesichora notabilis är en fjärilsart som beskrevs av Arnold Pagenstecher. Stesichora notabilis ingår i släktet Stesichora och familjen Uraniidae. Inga underarter finns listade i Catalogue of Life.